# Beverbeek Classic
La Beverbeek Classic es una carrera ciclista de una sola etapa que se disputa anualmente en Hamont-Achel (Provincia de Limburgo, Bélgica) y sus alrededores, en el mes de febrero.
Se empezó a disputar en 1998 y hasta el 2003 fue una competición amateur. Desde la creación de los Circuitos Continentales UCI en 2005 forma parte del UCI Europe Tour, dentro de la categoría 1.2. 

## Palmarés
En amarillo: edición amateur.
| Año  | Ganador             | Segundo           | Tercero           |
| ---- | ------------------- | ----------------- | ----------------- |
| 1998 | Pascal Appeldoorn   | Paul van Schaelen | Steven De Cuyper  |
| 1999 | Marcel Luppes       | Eric Torfs        | Koen Dierickx     |
| 2000 | Nico Mestdach       | Kris Deckers      | Tom Boonen        |
| 2001 | Koen Das            | Jan Klaes         | Steven Persoons   |
| 2002 | Philippe Vereecke   | Tom Braem         | Mathieu Lamothe   |
| 2003 | Mark Vlijm          | Hans Dekkers      | Johan Vansummeren |
| 2004 | No se disputó       | No se disputó     | No se disputó     |
| 2005 | Jarno Van Mingeroet | Hans Dekkers      | Steve Schets      |
| 2006 | Evert Verbist       | Tom Veelers       | Alain van Katwijk |
| 2007 | Nico Sijmens        | Martijn Maaskant  | Dennis Kreder     |
| 2008 | Johan Coenen        | Thomas Berkhout   | Domenik Klemme    |
| 2009 | Andreas Schillinger | Maarten Neyens    | Dennis Vanendert  |
| 2010 | Yannick Eijssen     | Edwig Cammaerts   | Grégory Joseph    |
| 2011 | Evert Verbist       | Dries Hollanders  | Sven Jodts        |
| 2012 | Tom Van Asbroeck    | Ian Wilkinson     | Alexandre Blain   |
| 2013 | Nicky Van der Lijke | Dries Hollanders  | Tom Vermeer       |
| 2014 | Rob Leemans         | Joren Segers      | Rutger Wouters    |

## Palmarés por países
| País         | Victorias |
| ------------ | --------- |
| Bélgica      | 11        |
| Países Bajos | 4         |
| Alemania     | 1         |